# Set the Controls for the Heart of the Sun
Pistes de A Saucerful of Secrets
Remember a Day Corporal Clegg
Set the Controls for the Heart of the Sun est une chanson du groupe de rock Pink Floyd qui apparaît sur leur deuxième album, A Saucerful of Secrets (1968). Elle est écrite par Roger Waters, à partir d'un recueil de poésies chinois de la dynastie Tang. Il s'agit de l'unique chanson du groupe jouée par ses 5 membres. 
Le groupe l'interpréta en concert dès 1967, et jusqu'en 1973. Elle figure dans le disque live du double album Ummagumma, ainsi que dans le film Pink Floyd: Live at Pompeii et sur divers bootlegs. Roger Waters la reprendra plus tard lors de ses tournées en solo, dans une version totalement revue sur le plan des arrangements, guitare et saxophone notamment.
Set the Controls for the Heart of the Sun (« Mets le cap sur le cœur du soleil ») se décompose de façon classique selon la formule « deux couplets, un instrumental, troisième et dernier couplet ». La mélodie des couplets, simple et linéaire, est très orientalisante. L'instrumental central, quant à lui, se divise en deux parties : un crescendo où l'orgue, pratiquement seul au départ, se laisse peu à peu submerger par la guitare, jusqu'à une explosion sonore qui débouche sur une simple ligne d'orgue qui marque le début de la deuxième partie. Ce sont alors des vibratos d'orgue et des glissendis de guitare qui créent une ambiance spatiale, rejoints par la basse et parfois par la batterie, avant de revenir au thème avec dernier couplet qui s'évanouit dans d'ultimes glissades d'orgue.
Le batteur du groupe Nick Mason a précisé que la partie de batterie était largement inspirée de celle de Blue Sands, un morceau interprété par le batteur de jazz Chico Hamilton.

## Personnel
- Roger Waters - chant, basse, gong
- David Gilmour - guitare électrique
- Syd Barrett - guitare électrique
- Richard Wright - orgue, vibraphone, celesta
- Nick Mason - batterie